# Thyenula ammonis
Thyenula ammonis là một loài nhện trong họ Salticidae.
Loài này thuộc chi Thyenula. Thyenula ammonis được J. Denis miêu tả năm 1947.